# Agapanthia simplicicornis
Agapanthia simplicicornis là một loài bọ cánh cứng trong họ Cerambycidae.